# Rhinobatos irvinei
Rhinobatos irvinei är en rockeart som beskrevs av Norman 1931. Rhinobatos irvinei ingår i släktet gitarrfiskar, och familjen Rhinobatidae. IUCN kategoriserar arten globalt som sårbar. Inga underarter finns listade i Catalogue of Life.